# あにめのめ
『あにめのめ』は、2016年7月から2018年3月まで、TOKYO MX、読売テレビ、BS11にて放送されていた深夜アニメの放送枠。

## 概要
トムス・エンタテインメント、シンエイ動画、ジェイアール東日本企画、住友商事、アスミック・エースの5社が共同で企画を立案し、同じプロジェクトチームとしてアニメ製作を行う。枠のコンセプトは「“台風の目”など、物事の中心を意味する“目”。台風のように年間いくつもの作品が生まれて消えていく厳しいアニメーション業界の“中心”で旋風を巻き起こし、新しいコンテンツの“芽”を育てていく」としており、名称となっている『あにめのめ』には「アニメーション業界に、台風の“目”のように旋風を巻き起こしたい。長く愛されるようなコンテンツの“芽”を育てたい」（公式ウェブサイト内Conceptより引用）という意味が込められている。
プロジェクトでは、トムス・エンタテインメントとシンエイ動画が作品の企画・制作、JR東日本企画がプロモーション統括、アスミック・エースが国内インターネット配信、住友商事が作品の海外販売をそれぞれ担当する。
対象作品では放送開始時の冒頭で3秒間のジングルが流れる（『からかい上手の高木さん』を遅れネットで放送しているCBCテレビでもそのまま放送されている）。
2018年3月をもって終了。

## 作品リスト
|   | タイトル                                 | 放送時期               | 話数 | 製作局 or 放送形態    | アニメーション制作                      |
| - | ---------------------------------------- | ---------------------- | ---- | --------------------- | --------------------------------------- |
| 1 | 甘々と稲妻                               | 2016年7月 - 9月        | 12話 | 読売テレビ            | トムス・エンタテインメント              |
| 2 | TRICKSTER -江戸川乱歩「少年探偵団」より- | 2016年10月 - 2017年3月 | 24話 | 読売テレビ            | トムス・エンタテインメント シンエイ動画 |
| 3 | 笑ゥせぇるすまんNEW                      | 2017年4月 - 6月        | 12話 | TOKYO MX アニマックス | シンエイ動画                            |
| 4 | 妖怪アパートの幽雅な日常                 | 2017年7月 - 12月       | 26話 | BS11                  | シンエイ動画                            |
| 5 | からかい上手の高木さん                   | 2018年1月 - 3月        | 12話 | UHFアニメ             | シンエイ動画                            |

## 放送局
| 放送地域   | 放送局     | 放送系列       | 備考               |
| ---------- | ---------- | -------------- | ------------------ |
| 東京都     | TOKYO MX   | 独立局         | 幹事局             |
| 近畿広域圏 | 読売テレビ | 日本テレビ系列 | 『MANPA』枠に内包  |
| 日本全域   | BS11       | BSデジタル放送 | 『ANIME+』枠に内包 |